# Šavna Peč
Šavna Peč – wieś w Słowenii, w gminie Hrastnik. W 2018 roku liczyła 100 mieszkańców.